# Hiroshi Matsuda
Hiroshi Matsuda (jap. 松田 浩, Matsuda Hiroshi; * 2. September 1960 in der Präfektur Nagasaki) ist ein ehemaliger japanischer Fußballspieler und -trainer.

## Karriere

### Verein
Matsuda erlernte das Fußballspielen in der Schulmannschaft der Nagasaki Kita High School und der Universitätsmannschaft der Universität Tsukuba. Seinen ersten Vertrag unterschrieb er 1984 bei Mazda. 1987 erreichte er das Finale des Kaiserpokal. Mit Gründung der Profiliga J.League 1992 und der damit verbundenen Neuorganisation des japanischen Fußballs wurde Mazda zu Sanfrecce Hiroshima. 1994 wurde er mit dem Verein Vizemeister der J1 League. Für den Verein absolvierte er 87 Erstligaspiele. 1995 wechselte er zum Zweitligisten Vissel Kōbe. 1996 wurde er mit dem Verein Vizemeister der Japan Football League. Für den Verein absolvierte er 38 Spiele. Ende 1996 beendete er seine Karriere als Fußballspieler.

## Erfolge

### Spieler
Mazda/Sanfrecce Hiroshima
- Japanischer Vizemeister: 1994
- Japanischer Pokalfinalist: 1987